# Imagination festival
Imagination Festival je český halový hudební festival zaměřený na elektronickou hudbu – především pak na žánry Drum And Bass, Hardstyle, Hardcore Techno a Frenchcore. Na české taneční scéně se Imagination objevil na jaře roku 2012. První akce, která se odehrávala v garážích na Vyšehradě se dělila na dva díly – drum & bassovou a harder styles část – a navštívilo ji přes 1500 návštěvníků. Pokračování akce již hostily dva Křižíkovy pavilony Výstaviště Praha. Účinkovalo zde 10 zahraničních vystupujících, návštěvnost činila přes tři tisíce osob. V pořadí třetí Imagination, který se konal tentokrát již ve třech Křižíkových pavilonech na Výstavišti Praha navštívilo přes pět tisíc návštěvníků a přes 20 zahraničních vystupujících. V roce 2014 organizátoři ohlásili přesun z Bubenče na pražské výstaviště v Letňanech. Imagination Festival v roce 2014 představil dvě obrovské designové stage s vizualizací a světelnou show a více než 25 zahraničních vystupujících. Dle odhadů festival přivítal více než 7000 návštěvníků z celé Evropy. 

## Předešlé ročníky Imagination Festivalu
| Rok  | Datum         | Hlavní vystupující |
| ---- | ------------- | --- |
| 2012 | 16.3. / 20.4. | - DJ A.M.C. - TANTRUM DESIRE - FUTUREBOUND - BLOKHE4D - MISTABISHI LIVE - L.A.O.S. - CAUSE 4 CONCERN - DEEP FOCUS - THE PANACEA - DUB ELEMENTS - LOWROLLER - PETER KURTEN - HUNGRY BEATS - D-TOX - MOPTRON - ZENON - A další |
| 2012 | 19.10.        | - SIGMA - ED RUSH & OPTICAL - ART OF FIGHTERS - BLACK SUN EMPIRE - AUDIO - LIMEWAX - KATHARSYS - THE UPBEATS - THE SICKEST SQUAD - TECHNICOLOUR - NEONLIGHT - B-COMPLEX - IGOA - HUNGRY BEATS - RIDO - COMPUTERARTIST & QO A další |
| 2013 | 18.10.        | - MODESTEP - ANGERFIST - PSYKO PUNKZ - WILKINSON - DJ MAD DOG - DAVID MOLEON - CALYX & TEEBEE - LOADSTAR - BLACK SUN EMPIRE - O.B.I. VS. VIPER XXL - THE OUTSIDE AGENCY - TANTRUM DESIRE - I:GOR - HALLUCINATOR - MAZTEK - GANCHER & RUIN - JAN FLECK - IN-PHASE - TELEKINESIS - PSIKO - FEINT - FORBIDDEN SOCIETY - HUNGRY BEATS - GOLPE - A další                                                                        |
| 2014 | 28.11.        | - PENDULUM - NOISECONTROLLERS - ANGERFIST - ZATOX - DELTA HEAVY - ED RUSH VS. AUDIO - BLACK SUN EMPIRE VS. STATE OF MIND - MEFJUS VS. EMPEROR - GANCHER & RUIN VS. HALLUCINATOR - TEDDY KILLERZ - NOIZE SUPPRESSOR - DAY-MAR - A.M.C - THE SICKEST SQUAD - LNY TNZ - SIX BLADE - INNER HEAT - FORBIDDEN SOCIETY - HUNGRY BEATS - AKIRA VS. BIFIDUS AKTIF - PRAGUE NIGHTMARE ALLSTARS - MC THA WATCHER - MC COPPA - A další |